# Joan Cusack
Joan Mary Cusack (Nova York, 11 d'octubre de 1962) és una actriu estatunidenca.
Joan Cusack va rebre nominacions als Oscars pels seus papers en les pel·lícules Working Girl i In & Out, com també una nominació als premis Golden Globe. També va aparèixer en films com Stars and Bars, Married to the Mob, Say Anything..., Runaway Bride, Toy Story 2 i Toy Story 3. En la televisió aparegué a Saturday Night Live de 1985 a 1986.

## Biografia
Joan Cusack és el segon fill d'un matrimoni de Nova York, de religió catòlica i origen irlandès, que va tenir 5 fills en total. Es va criar a Evanston, Illinois. La seva mare Ann Paula "Nancy" (cognom de soltera Carolan), era professora de matemàtica i activista política. El seu pare, Richard Cusack i els seus germans Ann, Bill, John, i Susie, també han estat actors.
Acudí a classes al Piven Theatre Workshop de Chicago juntament amb el seu germà John.
El 2003, tant Joan com el seu germa John signaren la resolució "Not in My Name" ("No en nom meu") (al costat de persones com Noam Chomsky i Susan Sarandon) oposant-se a la invasió de l'Iraq.

## Filmografia

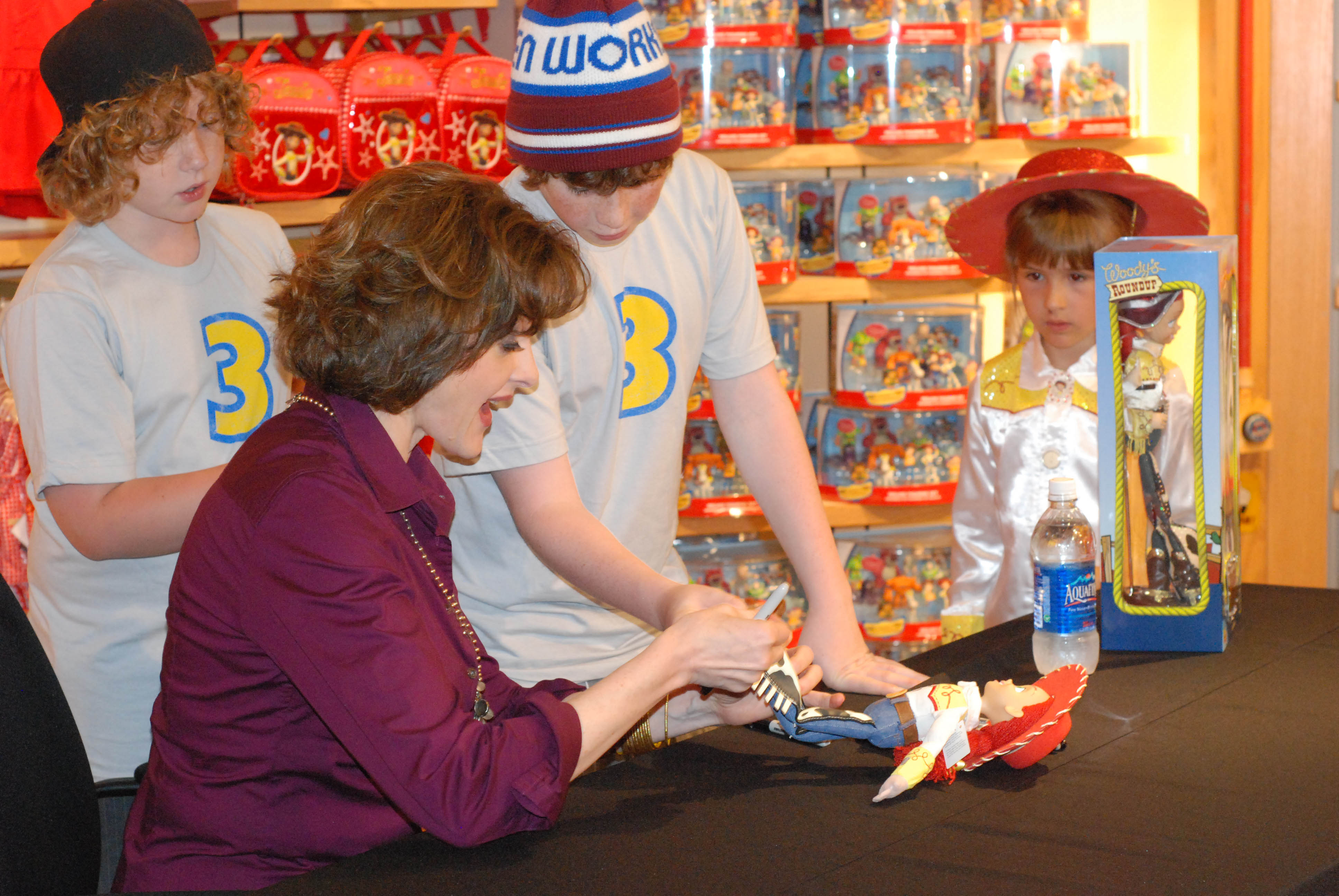
Cusack a Toy Story 3.

### Cinema
| Any  | Títol                                                        | Paper                       | Notes                                                                                               |
| ---- | ------------------------------------------------------------ | --------------------------- | --------------------------------------------------------------------------------------------------- |
| 1980 | Cutting Loose                                                | Paper menor                 | |
| 1980 | My Bodyguard                                                 | Shelley                     | |
| 1983 | Class                                                        | Julia                       | |
| 1984 | Sixteen Candles                                              | Geek Girl #1                | |
| 1984 | Grandview, U.S.A.                                            | Mary Maine                  | |
| 1987 | The Allnighter                                               | Gina                        | |
| 1987 | Broadcast News                                               | Blair Litton                | |
| 1988 | Stars and Bars                                               | Irene Stein                 | |
| 1988 | Casada amb tots (Married to the Mob)                         | Rose                        | |
| 1988 | Working Girl                                                 | Cyn                         | |
| 1989 | Say Anything...                                              | Constance Dobler            | Nominada − Oscar a la millor actriu secundària                                                      |
| 1990 | Men Don't Leave                                              | Jody                        | |
| 1990 | El meu estimat mafiós (My Blue Heaven)                       | Hannah Stubs                | |
| 1991 | The Cabinet of Dr. Ramirez                                   | Cathy                       | |
| 1992 | Heroi per accident (Hero)                                    | Evelyn Laplante             | |
| 1992 | Toys                                                         | Alzatia Zevo                | |
| 1993 | Addams Family Values                                         | Debbie Jellinsky            | |
| 1994 | Corina, Corina (Corrina, Corrina)                            | Jonesy                      | |
| 1995 | Nou mesos (Nine Months)                                      | Gail Dwyer                  | |
| 1995 | Two Much                                                     | Gloria                      | |
| 1996 | Mr. Wrong                                                    | Inga Gunther                | |
| 1997 | Un assassí una mica especial (Grosse Pointe Blank)           | Marcella                    | |
| 1997 | A Smile Like Yours                                           | Nancy Tellen                | |
| 1997 | In & Out                                                     | Emily Montgomery            | Nominada − Oscar a la millor actriu secundària Nominada − Globus d'Or a la millor actriu secundària |
| 1999 | Arlington Road                                               | Cheryl Lang                 | |
| 1999 | Cradle Will Rock                                             | Hazel Huffman               | |
| 1999 | Runaway Bride                                                | Peggy Flemming              | |
| 1999 | Toy Story 2                                                  | Jessie the Yodeling Cowgirl | Veu                                                                                                 |
| 2000 | High Fidelity                                                | Liz                         | |
| 2000 | La força de l'amor (Where the Heart Is)                      | Ruth Meyers                 | |
| 2002 | It's a Very Merry Muppet Christmas Movie                     | Rachel Bitterman            | |
| 2003 | School of Rock                                               | Rosalie Mullins             | |
| 2003 | Looney Tunes: De nou en acció (Looney Tunes: Back in Action) | Mare                        | |
| 2004 | Raising Helen                                                | Jenny Portman               | |
| 2004 | The Last Shot                                                | Fanny Nash                  | |
| 2004 | Peep and the Big Wide World                                  | Narradora                   | Veu                                                                                                 |
| 2005 | Ice Princess                                                 | Joan Carlyle                | |
| 2005 | Chicken Little                                               | Abby Mallard                | Veu                                                                                                 |
| 2006 | Friends with Money                                           | Franny                      | |
| 2007 | Martian Child                                                | Liz                         | |
| 2008 | War, Inc.                                                    | Marsha Dillon               | |
| 2008 | Kit Kittredge: An American Girl                              | Miss Lucinda Bond           | |
| 2009 | Confessions of a Shopaholic                                  | Jane Bloomwood              | |
| 2009 | My Sister's Keeper                                           | Judge De Salvo              | |
| 2009 | Acceptance                                                   | Nina                        | |
| 2010 | Toy Story 3                                                  | Jessie the Yodeling Cowgirl | Veu                                                                                                 |
| 2011 | Hoodwinked Too! Hood vs. Evil                                | Verushka the Witch          | Veu                                                                                                 |
| 2011 | Mars Needs Moms                                              | Mare de Milo                | |
| 2011 | Hawaiian Vacation                                            | Jessie the Yodeling Cowgirl | Veu                                                                                                 |
| 2011 | Small Fry                                                    | Jessie the Yodeling Cowgirl | Veu                                                                                                 |
| 2011 | Arthur Christmas                                             | Mission Control Elf         | Veu                                                                                                 |
| 2012 | Els avantatges de ser un marginat                            | Dr. Burton                  | |
| 2019 | Unicorn Store                                                | Gladys                      | |

### Televisió
| Any          | Títol                             | Paper          | Notes                                                                                  |
| ------------ | --------------------------------- | -------------- | -------------------------------------------------------------------------------------- |
| 1985–1986    | Saturday Night Live               | Various        |                                                                                        |
| 2001–2002    | What About Joan?                  | Joan Gallagher | CTV Television Network                                                                 |
| 2004–present | Peep and the Big Wide World       | Narradora      |                                                                                        |
| 2011         | Law & Order: Special Victims Unit | Pamela Burton  |                                                                                        |
| 2011–present | Shameless                         | Sheila Jackson | Nominada − Primetime Emmy a la millor actriu convidada en sèrie dramàtica (2011, 2012) |
| 2018         | Homecoming                        |                | sèrie de televisió                                                                     |